# Anna Judic
 (janvier 2025).
Anna Judic, née Anne-Marie-Louise Damien, le 18 juillet 1849 à Semur-en-Auxois et morte le 14 avril 1911 à Golfe-Juan, est une chanteuse et comédienne française.

## Biographie
Fille de François Damien, marchand, et de Marie-Pierrette Renard, fille d’une buraliste du théâtre du Gymnase, et nièce de Montigny, directeur du dit théâtre, elle a eu, de bonne heure, le goût du théâtre. Sa mère, qui ne partageait pas ses aspirations, l’a placée fort jeune chez une lingère du boulevard des Italiens. Après qu’elle a menacé de se laisser mourir d’inanition si on continuait à résister à son désir de monter sur scène, son oncle, touché de cette volonté, l’a retirée du magasin pour la faire entrer, en 1865, au conservatoire de Paris dans la classe de Regnier, voulant compléter son éducation par des leçons de chant et de piano, notamment avec Amélie Perronnet.
Avant même d’avoir terminé ses études, n’ayant pas encore dix-huit ans, elle a épousé, le 25 avril 1867, Léon-Émile Israël dit Judic (1843-1884), régisseur du café-concert l’Eldorado, dont elle a adopté le nom à la scène. Deux mois après, elle débutait au Gymnase dans des rôles de second et troisième ordre, comme les Grandes Demoiselles, comédie en un acte d'Edmond Gondinet ou les Malheurs d'un Amant heureux. Elle ne poursuivra pas ses débuts dans la comédie et, profitant de ses études musicales, elle acceptera un engagement, relativement brillant, à l’Eldorado, où son succès fut immédiat.
Se faisant véritablement remarquer dans un répertoire de chansons « légères » où son apparente candeur fait passer les sous-entendus les plus grivois. Possédant à fond l’art de laisser entendre sans souligner, par ces gestes, l’air d’une novice, la tournure un peu gauche, elle osait à peine lever les yeux, sa bouche esquissait un sourire naïf, et son regard étonné semblait dire qu’elle ne comprenait pas un mot de ce qu’elle chantait. Sa voix douce, dissimulant sous une émotion contenue, ou sous le rire de l’ingénuité, les mots risqués, sauvait par une tenue gracieuse, les situations les plus hasardées.
Son charme, sa diction, sa gaieté, ont contribué à faire de l’opérette française un genre envié à l’étranger. Aux dires de ses contemporains, elle avait « une voix frêle » mais « un timbre ravissant ». Selon Sir Télégraph, de l’Écho de Jarnac, sa voix était, en outre, « d’une douceur infinie, d’une pureté exquise ».
L’immense succès de Paola et Pietro, opérette de Paul Henrion paraissait devoir lui ouvrir les portes des Bouffes-Parisiens ou des Variétés, mais la guerre de 1870 devait en décider autrement en terminant son engagement à l’Eldorado. Le 4 septembre 1870, cette dernière quittait cette petite scène où elle s’était produite pendant 2 ans, et dont elle avait fait la fortune. Pendant la période du Siège et de la Commune, elle a parcouru en triomphatrice toute la Belgique. À Bruxelles, notamment, elle a reçu des ovations sans précédent.
Revenue en France, à la reprise de l’activité des théâtres de Paris, Jacques Offenbach l’a engagée à la Gaîté pour y créer le rôle de la princesse Cunégonde dans Le Roi Carotte, son opéra-féérie avec Victorien Sardou. Cependant, l’ouvrage n’étant pas prêt, elle est allée donner dix représentations à l’Alcazar de Marseille puis, de retour à Paris, a concouru à l’ouverture du théâtres des Folies Bergère avec la chanson Ne me chatouillez pas. Elle y a également créé le Memnon, ou la Sagesse humaine, de Charles Grisart. Elle s’est ensuite donnée tout entière aux répétitions du Roi Carotte.

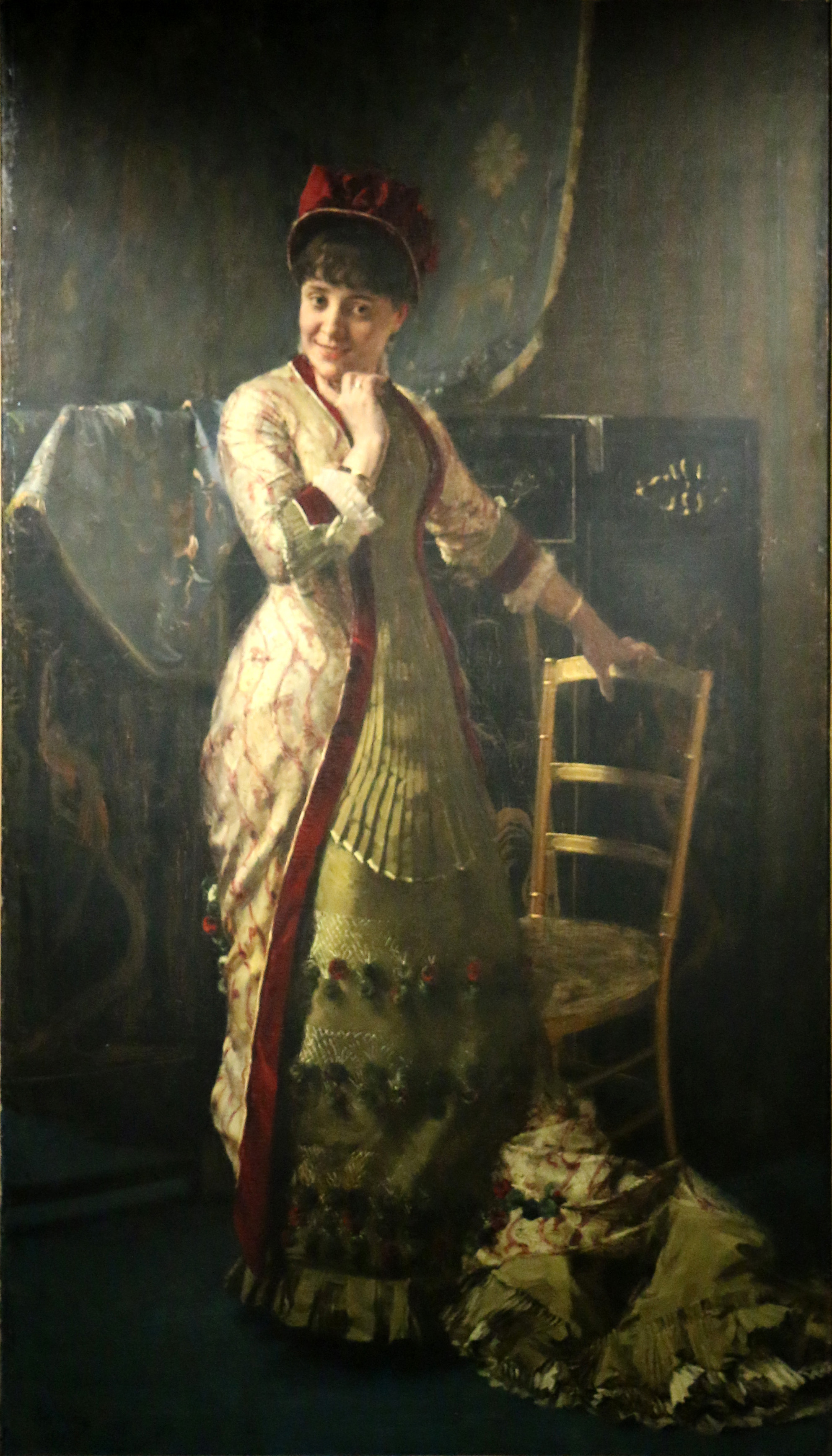
Portrait de madame Judic au second acte de Niniche, par Émile Wauters (1879).

Quittant alors la Gaîté pour répondre aux offres brillantes de Jules Noriac, qui la voulait pour sa pièce la Timbale d’argent aux Bouffes-Parisiens de Léon Vasseur, elle connait ses premiers succès de comédienne. Cette pièce, dont la première représentation a eu lieu le 16 avril 1872, a consacré sa réputation et l’a fait reconnaitre comme incomparable dans ce genre nouveau, dont elle peut être considérée comme la créatrice. Sans elle, on n’aurait pas osé écrire la Timbale, et sans elle, la pièce aurait été trouvée obscène. Après plus de deux cents représentations consécutives de la Timbale d’argent, caractérisé par la délicatesse du chant, la finesse de l’esprit, le gout exquis, elle a créé successivement : La Petite Reine, de Noriac, Adolphe Jaime et Léon Vasseur (9 janvier 1873) ; la Rosière d’ici, de Armand Liorat et Léon Roques (27 janvier 1873); le Mouton enragé, monologue par Noriac (20 mai 1873) ; le Grelot d’Eugène Grangé et Victor Bernard, musique de Vasseur. Ces diverses pièces, moins réussies que la Timbale, ont néanmoins dû tout leur succès à la souplesse du talent de Judic.
Après son immense succès anglo-belge, elle fait la réouverture des Bouffes par une reprise de la Timbale, puis crée encore successivement : La Quenouille de verre de Millaud et Heugel, musique de Grisart (novembre 1873). La Branche cassée, de Jaime et Noriac, musique de Serpette (janvier 1874). Mariée depuis midi, musique de Jacobi, créé à Londres (mars 1874). Les Parisiennes, de Jules Moinaux et Victor Koning, musique de Léon Vasseur (avril 1874). Madame l'archiduc, La Créole, Bagatelle d’Offenbach. 
Ayant rencontré, en novembre 1873, l’un des librettistes de La Quenouille de verre, Albert Millaud, elle quitte son mari pour l’épouser, en 1874, et doit s’arrêter, enceinte, en janvier 1875, avant de repartir en tournée à Saint-Pétersbourg.
À son retour, elle reprend La Créole aux Bouffes, mais ne rencontre pas le même succès. En 1876, elle passe au théâtre des Variétés, dont elle sera l'étoile durant près de vingt ans. Elle y retrouve Offenbach dont elle crée le Docteur Ox et reprend les rôles mythiques d'Hortense Schneider : La Belle Hélène, La Grande-duchesse de Gérolstein… Elle étrenne surtout une collaboration prolifique avec Hervé. En 1878, Aimé Perret présente son portrait au Salon de Paris.
À partir de janvier 1881, elle interprète avec succès les opérettes écrites pour elle par Albert Millaud, La Roussotte (musique de Charles Lecocq, Hervé, etc.), Lili, La Femme à papa et Mam'zelle Nitouche, ainsi que le vaudeville Niniche de Marius Boullard (d). Le 26 janvier 1883, elle commence à interpréter la comédie-opérette Mam'zelle Nitouche, son chef-d'œuvre, avec laquelle elle connait un grand succès. Elle la joue pendant un an et gagne plus d'un million de francs, lui permettant de faire construire le somptueux hôtel Judic à Paris.
Après l'échec cuisant de la Cosaque d’Hervé en 1884, elle se met à voyager, se produit aux théâtre des Menus-Plaisirs, à l'Eldorado et à l'Alcazar d'été, sans retrouver l'immense succès de ses débuts. Elle se lance dans une seconde carrière de comédienne et joue avec Jean Coquelin, Antoine et Lucien Guitry. Elle retrouve le Gymnase dans des rôles de « mères » (Le Bourgeon, Le Secret de Polichinelle, L'Âge difficile) auxquels elle apporte « une tendresse, une douceur et une bonhomie touchantes »[réf. nécessaire]. Elle alterne alors les reprises des pièces lyriques et les pièces de théâtre. De mai à septembre 1890, elle fait une tournée en Amérique latine où elle remporte un grand succès. En janvier 1891, elle est décorée par le sultan Abdülhamid II à Constantinople.
Devenue veuve en 1884, des problèmes financiers l'obligent à vendre son mobilier, la même année, puis son hôtel particulier de la rue Nouvelle, en 1894. Elle se retire alors à Chatou (Yvelines). Elle crée, en 1895, l’Âge difficile de Jules Lemaître au Gymnase, incarnant une mère tendre et douce. Elle est décorée de l'ordre de l'Aigle blanc, en 1896, à Belgrade, par le roi Alexandre Ier de Serbie. En 1897 et 1899, à la sous-préfecture d'Avallon, elle obtient des passeports pour se rendre en Russie avec sa femme de chambre Pauline Corbeau. 
Se sentant vieillir, elle s’est retirée, après une dernière apparition aux Folies-Bergère en 1900, dans un vieux moulin dans sa Bourgogne natale, à Avallon, s’y livrant à l’élevage des poules, ce qui lui a valu d’être nommée chevalier du Mérite agricole. En 1901, elle obtient à Avallon un autre passeport pour aller en Russie puis en Roumanie. En 1910, aux premières atteintes du mal qui devait l’emporter, on la mena dans le Midi, à Golfe-Juan, où malgré le soleil, elle devait mourir l’année suivante. Elle repose au cimetière de Montmartre.

## Distinctions
- Officier de l'Instruction publique (1908)
- Chevalière de l'ordre du Mérite agricole

## Postérité
Une estampe de Toulouse-Lautrec la représente en 1894 dans sa loge en compagnie du compositeur Désiré Dihau.
Selon certaines sources, elle aurait servi de modèle à Émile Zola pour le personnage de Rose Mignon dans Nana,. Selon Ludovic Halévy, son mari s’était battu avec Millaud dans les coulisses des Bouffes-Parisiens lorsqu’il avait appris les infidélités de sa femme avec ce dernier, avant de se raviser, et de gérer la liaison de sa femme avec celui-ci, comme Mignon, avec sa femme et Fauchery, dans Nana.
Le lycée de Semur-en-Auxois porte son nom.

## Théâtre
- 1887 : Le Cœur de Paris, revue, musique de Philippe de Massa, Opéra-Comique.
- 1903 : Le Secret de Polichinelle de Pierre Wolff, théâtre du Gymnase.
- 1905 : La Massière de Jules Lemaître, théâtre de la Renaissance.
- 1905 : Bertrade de Jules Lemaître, théâtre de la Renaissance.
- 1909 : Beethoven de René Fauchois, mise en scène André Antoine, théâtre de l'Odéon.
- 1909 : La Massière de Jules Lemaître, théâtre de la Porte-Saint-Martin.